# Volleyballclub Sm'Aesch Pfeffingen 2013-2014
Questa voce raccoglie le informazioni riguardanti il Volleyballclub Sm'Aesch Pfeffingen nella stagione 2013-2014.

## Organigramma societario
Area direttiva
- Presidente: Werner Schmid

Area tecnica
- Primo allenatore: Alessandro Lodi

## Rosa
| N° | Nome                | Ruolo | Data di nascita   | Nazionalità sportiva |
| -- | ------------------- | ----- | ----------------- | -------------------- |
| 2  | Kerley Becker       | C     | 20 settembre 1986 | Brasile              |
| 3  | Selene Hänggi       | S     | 11 febbraio 1992  | Svizzera             |
| 4  | Kayla Neto          | S     | 14 dicembre 1990  | Stati Uniti          |
| 5  | Megan Plourde       | C     | 14 novembre 1989  | Stati Uniti          |
| 6  | Madlaina Matter     | C     | 19 ottobre 1996   | Svizzera             |
| 9  | Audrey Wallnöfer    | S     | 1º gennaio 1995   | Svizzera             |
| 10 | Lina Sundström      | P     | 22 febbraio 1985  | Svezia               |
| 11 | Fabienne Geiger     | S     | 18 maggio 1994    | Svizzera             |
| 12 | Lisa Gysin          | S     | 30 agosto 1995    | Svizzera             |
| 13 | Dominique Haussener | L     | 11 gennaio 1994   | Svizzera             |
| 14 | Lena Sacher         | P     | 25 settembre 1995 | Svizzera             |
| 15 | Laura Tschopp       | S     | 2 aprile 1984     | Svizzera             |

## Risultati

### Lega Nazionale A

#### Regular season

##### Andata
| 1ª giornata - 19 ottobre 2013 -, -  | Sm'Aesch Pfeffingen | 3 - 2 | Cheseaux            | 26-24, 22-25, 25-15, 16-25, 18-16 |
| 2ª giornata - 26 ottobre 2013 -, -  | Köniz               | 3 - 0 | Sm'Aesch Pfeffingen | 25-12, 25-23, 25-15               |
| 3ª giornata - 3 novembre 2013 -, -  | Sm'Aesch Pfeffingen | 2 - 3 | FC Lucerna          | 26-28, 25-13, 25-13, 19-25, 7-15  |
| 4ª giornata - 10 novembre 2013 -, - | Sm'Aesch Pfeffingen | 0 - 3 | Kanti               | 22-25, 23-25, 17-25               |
| 5ª giornata - 17 novembre 2013 -, - | Toggenburg          | 1 - 3 | Sm'Aesch Pfeffingen | 25-21, 11-25, 21-25, 18-25        |
| 6ª giornata - 24 novembre 2013 -, - | Sm'Aesch Pfeffingen | 0 - 3 | Volero Zurigo       | 17-25, 10-25, 14-25               |
| 7ª giornata - 30 novembre 2013 -, - | Neuchâtel           | 3 - 2 | Sm'Aesch Pfeffingen | 25-17, 23-25, 25-23, 22-25, 15-9  |
| 8ª giornata - 7 dicembre 2013 -, -  | Düdingen            | 3 - 1 | Sm'Aesch Pfeffingen | 9-25, 25-19, 25-21, 25-23         |
| 9ª giornata - 14 dicembre 2013 -, - | Sm'Aesch Pfeffingen | 1 - 3 | Franches-Montagnes  | 23-25, 25-21, 17-25, 14-25        |

##### Ritorno
| 10ª giornata - 21 dicembre 2013 -, - | Cheseaux            | 0 - 3 | Sm'Aesch Pfeffingen | 25-27, 25-20, 25-13, 25-20       |
| 11ª giornata - 22 dicembre 2013 -, - | Sm'Aesch Pfeffingen | 2 - 3 | Köniz               | 25-18, 17-25, 22-25, 25-21, 7-15 |
| 12ª giornata - 15 gennaio 2014 -, -  | FC Lucerna          | 0 - 3 | Sm'Aesch Pfeffingen | 19-25, 22-25, 22-25              |
| 13ª giornata - 11 gennaio 2014 -, -  | Kanti               | 3 - 0 | Sm'Aesch Pfeffingen | 25-16, 25-17, 25-21              |
| 14ª giornata - 18 gennaio 2014 -, -  | Sm'Aesch Pfeffingen | 3 - 1 | Toggenburg          | 25-23, 16-25, 25-21, 25-17       |
| 15ª giornata - 25 gennaio 2014 -, -  | Volero Zurigo       | 3 - 0 | Sm'Aesch Pfeffingen | 25-10, 25-19, 25-21              |
| 16ª giornata - 1º febbraio 2014 -, - | Sm'Aesch Pfeffingen | 1 - 3 | Neuchâtel           | 14-25, 14-25, 25-23, 21-25       |
| 17ª giornata - 2 febbraio 2014 -, -  | Sm'Aesch Pfeffingen | 0 - 3 | Düdingen            | 16-25, 15-25, 26-28              |
| 18ª giornata - 8 febbraio 2014 -, -  | Franches-Montagnes  | 2 - 3 | Sm'Aesch Pfeffingen | 25-8, 25-27, 23-25, 25-19, 14-16 |

#### Play-out
| Round 1 - 20 febbraio 2014 -, - | Sm'Aesch Pfeffingen | 2 - 3 | Toggenburg          | 21-25, 25-17, 25-20, 23-25, 11-15 |
| Round 2 - 22 febbraio 2014 -, - | Toggenburg          | 0 - 3 | Sm'Aesch Pfeffingen | 17-25, 27-29, 18-25               |
| Round 3 - 26 febbraio 2014 -, - | Cheseaux            | 3 - 0 | Sm'Aesch Pfeffingen | 25-14, 25-20, 26-24               |
| Round 4 - 1º marzo 2014 -, -    | Sm'Aesch Pfeffingen | 3 - 2 | Cheseaux            | 14-25, 18-25, 25-17, 25-19, 15-9  |
| Round 5 - 5 marzo 2014 -, -     | FC Lucerna          | 3 - 0 | Sm'Aesch Pfeffingen | 25-22, 25-22, 25-18               |
| Round 6 - 8 marzo 2014 -, -     | Sm'Aesch Pfeffingen | 0 - 3 | FC Lucerna          | 19-25, 13-25, 13-25               |
| Round 7 - 13 marzo 2014 -, -    | Sm'Aesch Pfeffingen | 2 - 3 | Toggenburg          | 27-29, 25-12, 20-25, 25-21, 14-16 |
| Round 8 - 15 marzo 2014 -, -    | Cheseaux            | 3 - 2 | Sm'Aesch Pfeffingen | 25-19, 22-25, 18-25, 25-19, 15-12 |
| Round 9 - 22 marzo 2014 -, -    | Sm'Aesch Pfeffingen | 3 - 0 | FC Lucerna          | 25-23, 25-17, 25-14               |

#### Girone salvezza/promozione
| Round 1 - 5 aprile 2014 -, -  | Sm'Aesch Pfeffingen | 3 - 0 | Glaronia            | 25-16, 25-17, 25-12              |
| Round 2 - 16 aprile 2014 -, - | Aadorf              | 2 - 3 | Sm'Aesch Pfeffingen | 20-25, 25-18, 25-21, 17-25, 6-15 |
| Round 3 - 13 aprile 2014 -, - | Toggenburg          | 3 - 0 | Sm'Aesch Pfeffingen | 25-20, 25-23, 25-16              |
| Round 4 - 9 aprile 2014 -, -  | Sm'Aesch Pfeffingen | 3 - 1 | Aadorf              | 25-15, 26-28, 25-7, 25-12        |
| Round 5 - 19 aprile 2014 -, - | Glaronia            | 1 - 3 | Sm'Aesch Pfeffingen | 21-25, 25-19, 16-25, 14-25       |
| Round 6 - 23 aprile 2014 -, - | Sm'Aesch Pfeffingen | -     | Toggenburg          | N.D.                             |